# Carola Schnell
Carola Schnell (* 16. März 1989 in Wiesbaden) ist eine deutsche Schauspielerin.

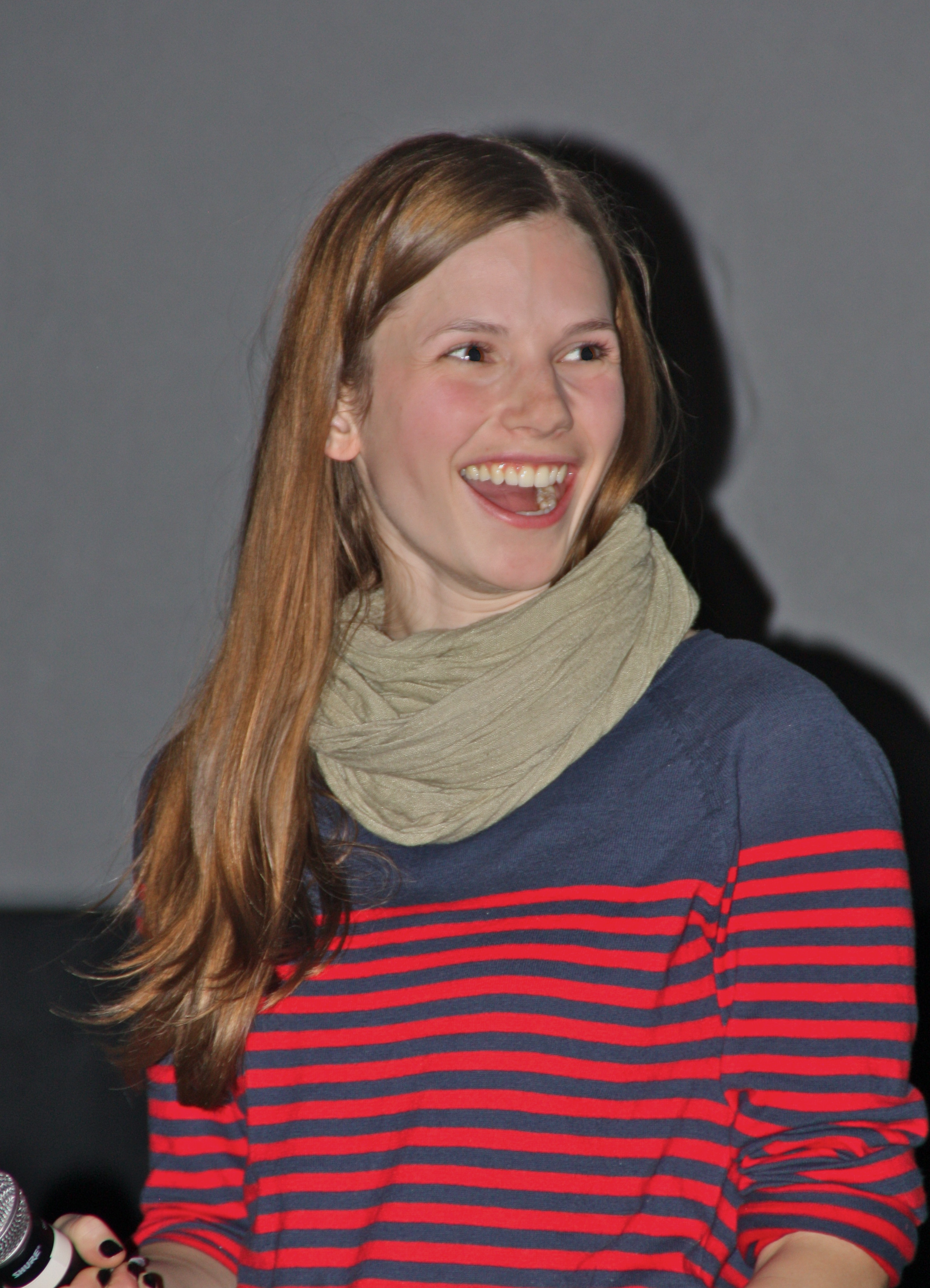
Carola Schnell 2013 beim Hotel 13 Kinotag in München

## Leben und Karriere
Nach ihrem Realschulabschluss erlernte Carola Schnell den Beruf einer Konditorin. Sie hat einen jüngeren Bruder und noch eine kleine Schwester. Ihre Eltern sind Landschaftsgärtner.
Schnell ging nach ihrer Ausbildung für einige Zeit nach Neuseeland und Australien. Nach ihrer Rückkehr wurde sie in Wiesbaden buchstäblich auf der Straße entdeckt und zum Casting eingeladen. 
Eine gewisse Bekanntheit erlangte Schnell durch ihre Rolle als Fenja Winter in der Telenovela Rote Rosen. Zu sehen war sie dort Anfang 2012 von Folge 1201 bis Folge 1220. Im April 2012 gab Das Erste bekannt, dass Carola Schnell auf Grund „krankheitsbedingter Terminkollisionen“ die Rolle nicht weiter fortführen könne.
Im April 2012 erhielt Schnell in der Daily-Soap Hotel 13 von Nickelodeon eine Hauptrolle, in der sie von 2012 bis 2014 als Anna Jung zu sehen war.

## Filmografie
- 2011: Alarm für Cobra 11 – Die Autobahnpolizei (Fernsehserie, Folge 17x02)
- 2011: Ausreichend (Kurzfilm)
- 2012: Rote Rosen (Fernsehserie, Folge 1201–1220)
- 2012: Der Staatsanwalt (Fernsehserie, Folge 7x02)
- 2012–2014: Hotel 13 (Fernsehserie) (176 Folgen)
- 2015: Bettys Diagnose (Fernsehserie, Folge 4x01)

## Theater
- 2011: Drachengasse 13 (Junge Bühne Mainz)
- 2011: Helden! (Junge Bühne Mainz)
- 2012: Frühlings Erwachen (HR) (Junge Bühne Mainz)
- 2013: Wie der kleine Löwe Kunibert das Brüllen lernte (Junge Bühne Mainz, Wiederaufnahme)